# Tournoi féminin de Dubaï de rugby à sept 2021 (novembre)
Ne doit pas être confondu avec Tournoi de Dubaï de rugby à sept 2021 (novembre) ou Tournoi féminin de Dubaï de rugby à sept 2021 (décembre).
Navigation
2019 2021 (déc.)
Le premier Tournoi féminin de Dubaï de rugby à sept 2021 est la première étape de la saison 2022 du circuit féminin des World Rugby Sevens Series. Elle se déroule sur deux jours du 26 au 27 novembre 2021 au The Sevens Stadium de Dubaï. Un second tournoi est organisé la semaine suivante, dans les mêmes conditions.
Cette édition, disputée à huis clos, est remportée par l'Australie, après avoir battu les Fidji en finale.

## Équipes participantes
Dix équipes participent au tournoi :
- Australie
- Brésil
- Canada
- Espagne
- États-Unis
- Fidji
- France
- Grande-Bretagne[Note 1]
- Irlande
- Russie

L'équipe de Nouvelle-Zélande ne participe pas au tournoi, en raison des difficultés de déplacements liées à la pandémie de Covid-19.

## Tournoi principal

### Phase de poules

#### Poule A
| Rang | Pays       | J | V | N | D | Pm  | Pe  | Diff | Pts |
| ---- | ---------- | - | - | - | - | --- | --- | ---- | --- |
| 1    | Australie  | 4 | 4 | 0 | 0 | 141 | 32  | +109 | 12  |
| 2    | France     | 4 | 2 | 0 | 2 | 98  | 69  | +29  | 8   |
| 3    | Brésil     | 4 | 2 | 0 | 2 | 64  | 86  | -22  | 8   |
| 4    | États-Unis | 4 | 2 | 0 | 2 | 56  | 88  | -32  | 8   |
| 5    | Espagne    | 4 | 0 | 0 | 4 | 24  | 108 | -84  | 4   |

|  | Qualifiée pour la finale        |
|  | Reversée en match de classement |

| 26 novembre 2021 8 h 48 UTC+04:00 | Australie | 45 - 5 | États-Unis | The Sevens Stadium, Dubaï |
| 26 novembre 2021 8 h 48 UTC+04:00 |           |        |            | The Sevens Stadium, Dubaï |
| 26 novembre 2021 8 h 48 UTC+04:00 |           |        |            | The Sevens Stadium, Dubaï |

| 26 novembre 2021 9 h 10 UTC+04:00 | France | 31 - 0 | Espagne | The Sevens Stadium, Dubaï |
| 26 novembre 2021 9 h 10 UTC+04:00 |        |        |         | The Sevens Stadium, Dubaï |
| 26 novembre 2021 9 h 10 UTC+04:00 |        |        |         | The Sevens Stadium, Dubaï |

| 26 novembre 2021 11 h 50 UTC+04:00 | Australie | 34 - 0 | Espagne | The Sevens Stadium, Dubaï |
| 26 novembre 2021 11 h 50 UTC+04:00 |           |        |         | The Sevens Stadium, Dubaï |
| 26 novembre 2021 11 h 50 UTC+04:00 |           |        |         | The Sevens Stadium, Dubaï |

| 26 novembre 2021 12 h 12 UTC+04:00 | France | 26 - 21 | Brésil | The Sevens Stadium, Dubaï |
| 26 novembre 2021 12 h 12 UTC+04:00 |        |         |        | The Sevens Stadium, Dubaï |
| 26 novembre 2021 12 h 12 UTC+04:00 |        |         |        | The Sevens Stadium, Dubaï |

| 26 novembre 2021 15 h 24 UTC+04:00 | Brésil | 26 - 12 | Espagne | The Sevens Stadium, Dubaï |
| 26 novembre 2021 15 h 24 UTC+04:00 |        |         |         | The Sevens Stadium, Dubaï |
| 26 novembre 2021 15 h 24 UTC+04:00 |        |         |         | The Sevens Stadium, Dubaï |

| 26 novembre 2021 15 h 46 UTC+04:00 | France | 19 - 24 | États-Unis | The Sevens Stadium, Dubaï |
| 26 novembre 2021 15 h 46 UTC+04:00 |        |         |            | The Sevens Stadium, Dubaï |
| 26 novembre 2021 15 h 46 UTC+04:00 |        |         |            | The Sevens Stadium, Dubaï |

| 27 novembre 2021 9 h 0 UTC+04:00 | États-Unis | 17 - 12 | Espagne | The Sevens Stadium, Dubaï |
| 27 novembre 2021 9 h 0 UTC+04:00 |            |         |         | The Sevens Stadium, Dubaï |
| 27 novembre 2021 9 h 0 UTC+04:00 |            |         |         | The Sevens Stadium, Dubaï |

| 27 novembre 2021 9 h 22 UTC+04:00 | Australie | 38 - 5 | Brésil | The Sevens Stadium, Dubaï |
| 27 novembre 2021 9 h 22 UTC+04:00 |           |        |        | The Sevens Stadium, Dubaï |
| 27 novembre 2021 9 h 22 UTC+04:00 |           |        |        | The Sevens Stadium, Dubaï |

| 27 novembre 2021 12 h 1 UTC+04:00 | États-Unis | 10 - 12 | Brésil | The Sevens Stadium, Dubaï |
| 27 novembre 2021 12 h 1 UTC+04:00 |            |         |        | The Sevens Stadium, Dubaï |
| 27 novembre 2021 12 h 1 UTC+04:00 |            |         |        | The Sevens Stadium, Dubaï |

| 27 novembre 2021 12 h 23 UTC+04:00 | France | 22 - 24 | Australie | The Sevens Stadium, Dubaï |
| 27 novembre 2021 12 h 23 UTC+04:00 |        |         |           | The Sevens Stadium, Dubaï |
| 27 novembre 2021 12 h 23 UTC+04:00 |        |         |           | The Sevens Stadium, Dubaï |

#### Poule B
| Rang | Pays            | J | V | N | D | Pm  | Pe | Diff | Pts |
| ---- | --------------- | - | - | - | - | --- | -- | ---- | --- |
| 1    | Fidji           | 4 | 3 | 0 | 1 | 103 | 70 | +33  | 10  |
| 2    | Russie          | 4 | 3 | 0 | 1 | 65  | 46 | +19  | 10  |
| 3    | Grande-Bretagne | 4 | 3 | 0 | 1 | 67  | 57 | +10  | 10  |
| 4    | Canada          | 4 | 1 | 0 | 3 | 64  | 86 | -22  | 6   |
| 4    | Irlande         | 4 | 0 | 0 | 4 | 49  | 89 | -40  | 4   |

|  | Qualifiée pour la finale        |
|  | Reversée en match de classement |

| 26 novembre 2021 9 h 0 UTC+04:00 | Grande-Bretagne | 12 - 7 | Russie | The Sevens Stadium, Dubaï |
| 26 novembre 2021 9 h 0 UTC+04:00 |                 |        |        | The Sevens Stadium, Dubaï |
| 26 novembre 2021 9 h 0 UTC+04:00 |                 |        |        | The Sevens Stadium, Dubaï |

| 26 novembre 2021 9 h 22 UTC+04:00 | Fidji | 28 - 12 | Irlande | The Sevens Stadium, Dubaï |
| 26 novembre 2021 9 h 22 UTC+04:00 |       |         |         | The Sevens Stadium, Dubaï |
| 26 novembre 2021 9 h 22 UTC+04:00 |       |         |         | The Sevens Stadium, Dubaï |

| 26 novembre 2021 12 h 34 UTC+04:00 | Grande-Bretagne | 26 - 15 | Irlande | The Sevens Stadium, Dubaï |
| 26 novembre 2021 12 h 34 UTC+04:00 |                 |         |         | The Sevens Stadium, Dubaï |
| 26 novembre 2021 12 h 34 UTC+04:00 |                 |         |         | The Sevens Stadium, Dubaï |

| 26 novembre 2021 12 h 56 UTC+04:00 | Fidji | 28 - 26 | Canada | The Sevens Stadium, Dubaï |
| 26 novembre 2021 12 h 56 UTC+04:00 |       |         |        | The Sevens Stadium, Dubaï |
| 26 novembre 2021 12 h 56 UTC+04:00 |       |         |        | The Sevens Stadium, Dubaï |

| 26 novembre 2021 18 h 7 UTC+04:00 | Canada | 21 - 17 | Irlande | The Sevens Stadium, Dubaï |
| 26 novembre 2021 18 h 7 UTC+04:00 |        |         |         | The Sevens Stadium, Dubaï |
| 26 novembre 2021 18 h 7 UTC+04:00 |        |         |         | The Sevens Stadium, Dubaï |

| 26 novembre 2021 19 h 5 UTC+04:00 | Fidji | 19 - 27 | Russie | The Sevens Stadium, Dubaï |
| 26 novembre 2021 19 h 5 UTC+04:00 |       |         |        | The Sevens Stadium, Dubaï |
| 26 novembre 2021 19 h 5 UTC+04:00 |       |         |        | The Sevens Stadium, Dubaï |

| 27 novembre 2021 9 h 44 UTC+04:00 | Russie | 14 - 5 | Irlande | The Sevens Stadium, Dubaï |
| 27 novembre 2021 9 h 44 UTC+04:00 |        |        |         | The Sevens Stadium, Dubaï |
| 27 novembre 2021 9 h 44 UTC+04:00 |        |        |         | The Sevens Stadium, Dubaï |

| 27 novembre 2021 10 h 6 UTC+04:00 | Grande-Bretagne | 24 - 7 | Canada | The Sevens Stadium, Dubaï |
| 27 novembre 2021 10 h 6 UTC+04:00 |                 |        |        | The Sevens Stadium, Dubaï |
| 27 novembre 2021 10 h 6 UTC+04:00 |                 |        |        | The Sevens Stadium, Dubaï |

| 27 novembre 2021 12 h 45 UTC+04:00 | Russie | 17 - 10 | Canada | The Sevens Stadium, Dubaï |
| 27 novembre 2021 12 h 45 UTC+04:00 |        |         |        | The Sevens Stadium, Dubaï |
| 27 novembre 2021 12 h 45 UTC+04:00 |        |         |        | The Sevens Stadium, Dubaï |

| 27 novembre 2021 13 h 7 UTC+04:00 | Fidji | 28 - 5 | Grande-Bretagne | The Sevens Stadium, Dubaï |
| 27 novembre 2021 13 h 7 UTC+04:00 |       |        |                 | The Sevens Stadium, Dubaï |
| 27 novembre 2021 13 h 7 UTC+04:00 |       |        |                 | The Sevens Stadium, Dubaï |

### Phase finale
| 9e place 27 novembre 2021 15 h 51 UTC+04:00 | Espagne | 14 - 31 | Irlande | The Sevens Stadium, Dubaï |
| 9e place 27 novembre 2021 15 h 51 UTC+04:00 | Rapport |         |         | The Sevens Stadium, Dubaï |
| 9e place 27 novembre 2021 15 h 51 UTC+04:00 |         |         |         | The Sevens Stadium, Dubaï |

| 7e place 27 novembre 2021 15 h 51 UTC+04:00 | États-Unis | 17 - 7 | Canada | The Sevens Stadium, Dubaï |
| 7e place 27 novembre 2021 15 h 51 UTC+04:00 | Rapport    |        |        | The Sevens Stadium, Dubaï |
| 7e place 27 novembre 2021 15 h 51 UTC+04:00 |            |        |        | The Sevens Stadium, Dubaï |

| 5e place 27 novembre 2021 16 h 57 UTC+04:00 | Brésil  | 21 - 22 | Grande-Bretagne | The Sevens Stadium, Dubaï |
| 5e place 27 novembre 2021 16 h 57 UTC+04:00 | Rapport |         |                 | The Sevens Stadium, Dubaï |
| 5e place 27 novembre 2021 16 h 57 UTC+04:00 |         |         |                 | The Sevens Stadium, Dubaï |

| Médaille de bronze 27 novembre 2021 18 h 7 UTC+04:00 | France  | 40 - 0 | Russie | The Sevens Stadium, Dubaï |
| Médaille de bronze 27 novembre 2021 18 h 7 UTC+04:00 | Rapport |        |        | The Sevens Stadium, Dubaï |
| Médaille de bronze 27 novembre 2021 18 h 7 UTC+04:00 |         |        |        | The Sevens Stadium, Dubaï |

| Finale 27 novembre 2021 18 h 56 UTC+04:00 | Australie | 22 - 7 | Fidji | The Sevens Stadium, Dubaï |
| Finale 27 novembre 2021 18 h 56 UTC+04:00 | Rapport   |        |       | The Sevens Stadium, Dubaï |
| Finale 27 novembre 2021 18 h 56 UTC+04:00 |           |        |       | The Sevens Stadium, Dubaï |

## Classement final
| Rang               | Équipe          |
| ------------------ | --------------- |
| Médaille d'or      | Australie       |
| Médaille d'argent  | Fidji           |
| Médaille de bronze | France          |
| 4                  | Russie          |
| 5                  | Grande-Bretagne |
| 6                  | Russie          |
| 7                  | États-Unis      |
| 8                  | Canada          |
| 9                  | Irlande         |
| 10                 | Espagne         |

## Joueuses

### Meilleures marqueuses
| Rang | Joueuse                 | Essais |
| ---- | ----------------------- | ------ |
| 1    | Amee-Leigh Murphy Crowe | 5      |
| 1    | Charlotte Caslick       | 5      |
| 1    | Demi Hayes              | 5      |
| 1    | Séraphine Okemba        | 5      |
| 5    | Ilona Maher             | 4      |
| 5    | Jasmine Joyce           | 4      |
| 5    | Lily Dick               | 4      |
| 5    | Sesenieli Donu          | 4      |
| 5    | Sharni Williams         | 4      |

### Meilleures réalisatrices
| Rang | Joueuse                 | Points |
| ---- | ----------------------- | ------ |
| 1    | Sharni Williams         | 34     |
| 2    | Amee-Leigh Murphy Crowe | 25     |
| 2    | Charlotte Caslick       | 25     |
| 2    | Demi Hayes              | 25     |
| 2    | Séraphine Okemba        | 25     |

### Distinctions
| Distinctions         | Joueuse            |
| -------------------- | ------------------ |
| Impact Player        | Charlotte Caslick, |
| Joueuse de la finale | Charlotte Caslick  |